# 中国电影导演协会年度影片
中国电影导演协会年度女演员是中国电影导演协会年度表彰评选中，由中国电影导演集体评选出年度最优秀的影片。

## 历届获奖表彰及提名名单
为最终获奖者

### 2020年代
| 年份   | 届次   | 影片               |
| ------ | ------ | ------------------ |
| 2020年 | 第11届 | 《流浪地球》       |
| 2020年 | 第11届 | 《地久天长》       |
| 2020年 | 第11届 | 《少年的你》       |
| 2020年 | 第11届 | 《我和我的祖国》   |
| 2020年 | 第11届 | 《哪吒之魔童降世》 |

### 2010年代
| 年份   | 届次   | 影片                       |
| ------ | ------ | -------------------------- |
| 2019年 | 第10届 | 《我不是药神》             |
| 2019年 | 第10届 | 《江湖儿女》               |
| 2019年 | 第10届 | 《红海行动》               |
| 2019年 | 第10届 | 《影》                     |
| 2019年 | 第10届 | 《无名之辈》               |
| 2018年 | 第9届  | 《芳华》                   |
| 2018年 | 第9届  | 《战狼2》                  |
| 2018年 | 第9届  | 《嘉年华》                 |
| 2018年 | 第9届  | 《妖猫传》                 |
| 2018年 | 第9届  | 《皮绳上的魂》             |
| 2017年 | 第8届  | 《我不是潘金莲》           |
| 2017年 | 第8届  | 《湄公河行动》             |
| 2017年 | 第8届  | 《罗曼蒂克消亡史》         |
| 2017年 | 第8届  | 《七月与安生》             |
| 2017年 | 第8届  | 《八月》                   |
| 2016年 | 第7届  | 《老炮儿》                 |
| 2016年 | 第7届  | 《狼图腾》                 |
| 2016年 | 第7届  | 《刺客聂隐娘》             |
| 2016年 | 第7届  | 《烈日灼心》               |
| 2016年 | 第7届  | 《山河故人》               |
| 2015年 | 第6届  | 《白日焰火》               |
| 2015年 | 第6届  | 《推拿》                   |
| 2015年 | 第6届  | 《归来》                   |
| 2015年 | 第6届  | 《一步之遥》               |
| 2015年 | 第6届  | 《警察日记》               |
| 2014年 | 第5届  | 《北京遇上西雅图》         |
| 2014年 | 第5届  | 《无人区》                 |
| 2014年 | 第5届  | 《致我们终将逝去的青春》   |
| 2014年 | 第5届  | 《萧红》                   |
| 2014年 | 第5届  | 《告诉他们，我乘白鹤去了》 |
| 2013年 | 第4届  | 《一九四二》               |
| 2013年 | 第4届  | 《万箭穿心》               |
| 2013年 | 第4届  | 《人再囧途之泰囧》         |
| 2013年 | 第4届  | 《飞越老人院》             |
| 2013年 | 第4届  | 《搜索》                   |
| 2012年 | 第3届  | 《让子弹飞》               |
| 2012年 | 第3届  | 《钢的琴》                 |
| 2012年 | 第3届  | 《失恋33天》               |
| 2012年 | 第3届  | 《非诚勿扰2》              |
| 2012年 | 第3届  | 《最爱》                   |
| 2011年 | 第2届  | 《唐山大地震》             |
| 2011年 | 第2届  | 《日照重庆》               |
| 2011年 | 第2届  | 《我们天上见》             |